# کاستا کافی

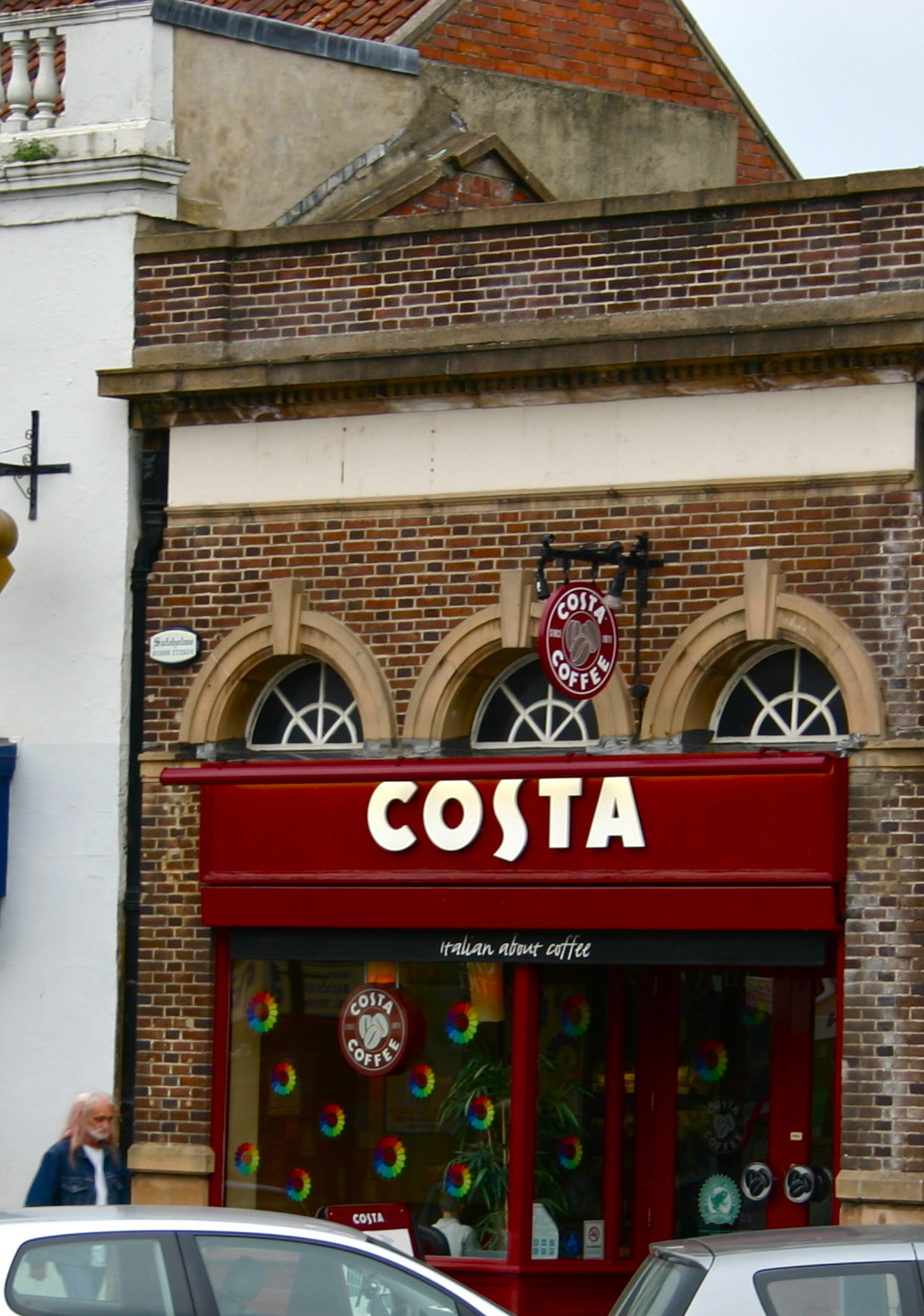
تصویری از کاستا

کاستا کافی (انگلیسی: Costa Coffee) شرکت صنایع غذایی بریتانیایی است، که در سال ۱۹۷۱ توسط برادران کاستا تأسیس شد و هم‌اکنون زیرمجموعه‌ای از شرکت کوکاکولا می‌باشد.